# Ehud Banai
Ehud Banai (Hebreu: אֵהוּד בַּנַּאי; nascut març 31, 1953) és un cantant i compositor israelià.

## Biografia
Ehud Banai va néixer a Jerusalem. El seu pare era l'actor Yaakov Banai, el més gran dels germans Banai. La família s'havia mudat a Givatayim quan Banai era quatre. A deu anys va aprendre tocar el cello. L'any 1971 començava servir a les Forces de Defensa de l'Israel, i servia a la brigada d'infanteria Nahal. Després del seu servici militar, va moure a Londres, on tocava en el Metro de Londres per sis mesos.
Banai és casat a Odeliah, amb qui té tres filles.

## Carrera de música

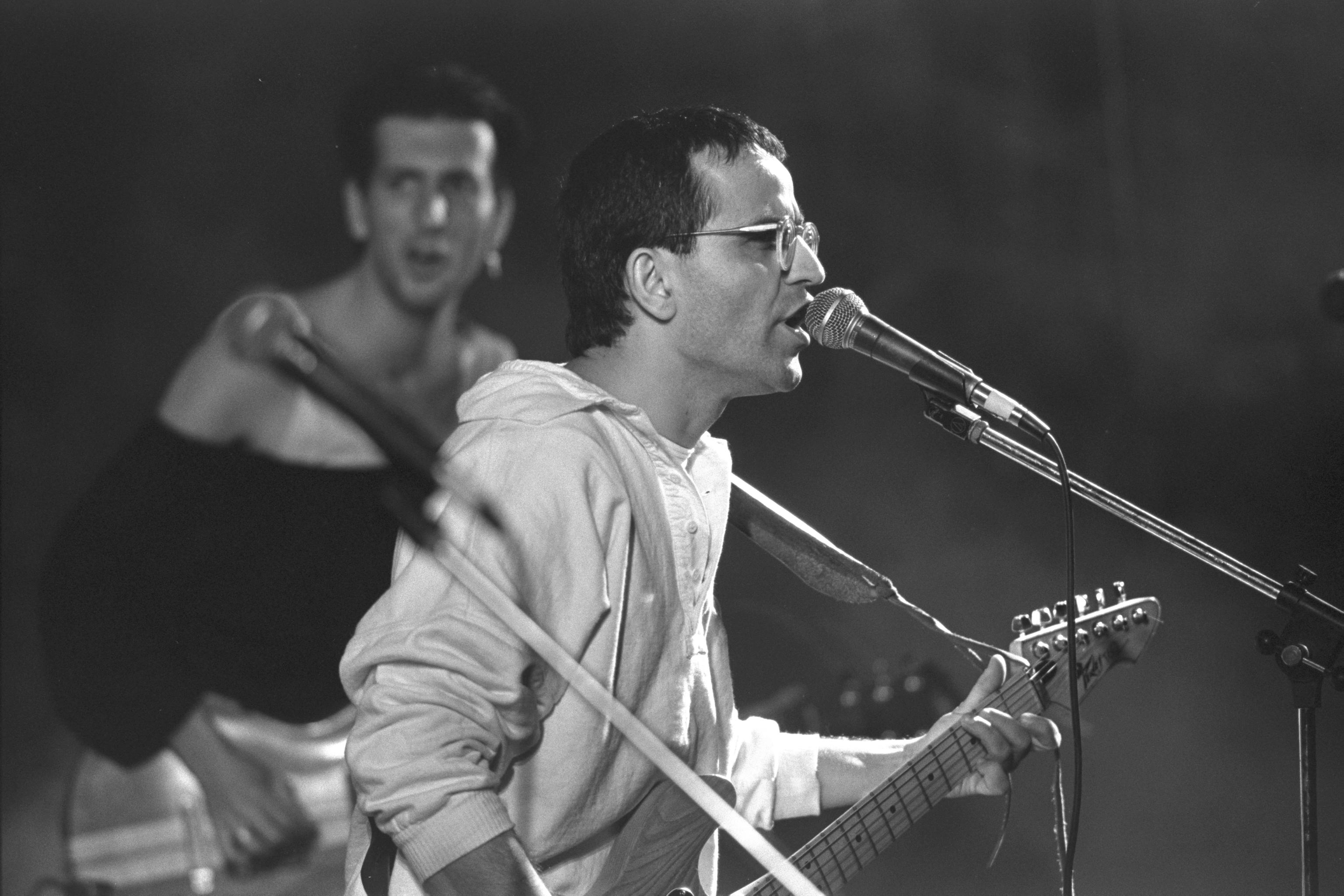
Ehud Banai a Neve Shalom Ral·li per Pau

L'any 1982, Banai va formar una banda amb el cantant Avi Matos. Va fer molts altres intents a una avançada durant els anys següents. Provava tocar per la banda de Shlomo Bar, Habrera Hativit, però no hi va ser acceptat. L'any 1986, Ehud i la seva banda "Haplitim" ("Els Refugiats") es van esdevinat famosos a través de l'impacte de la cançó "Ir Miklat" (Ciutat de refugi) i l'òpera de rock "Mami".
L'any 1987, Banai i els Refugiats van publicar el seu àlbum epònim, un dels millors i més importants de rock israelià, amb barreja original de rock de guitarra a l'estil new wave amb alguns ritmes i sons orientals. La majoria de l'àlbum consisteix en cançons de protesta. Les cançons també inclouen moltes temes i al·lusions Bíblics, com el vedell d'or i ciutats de refugi.

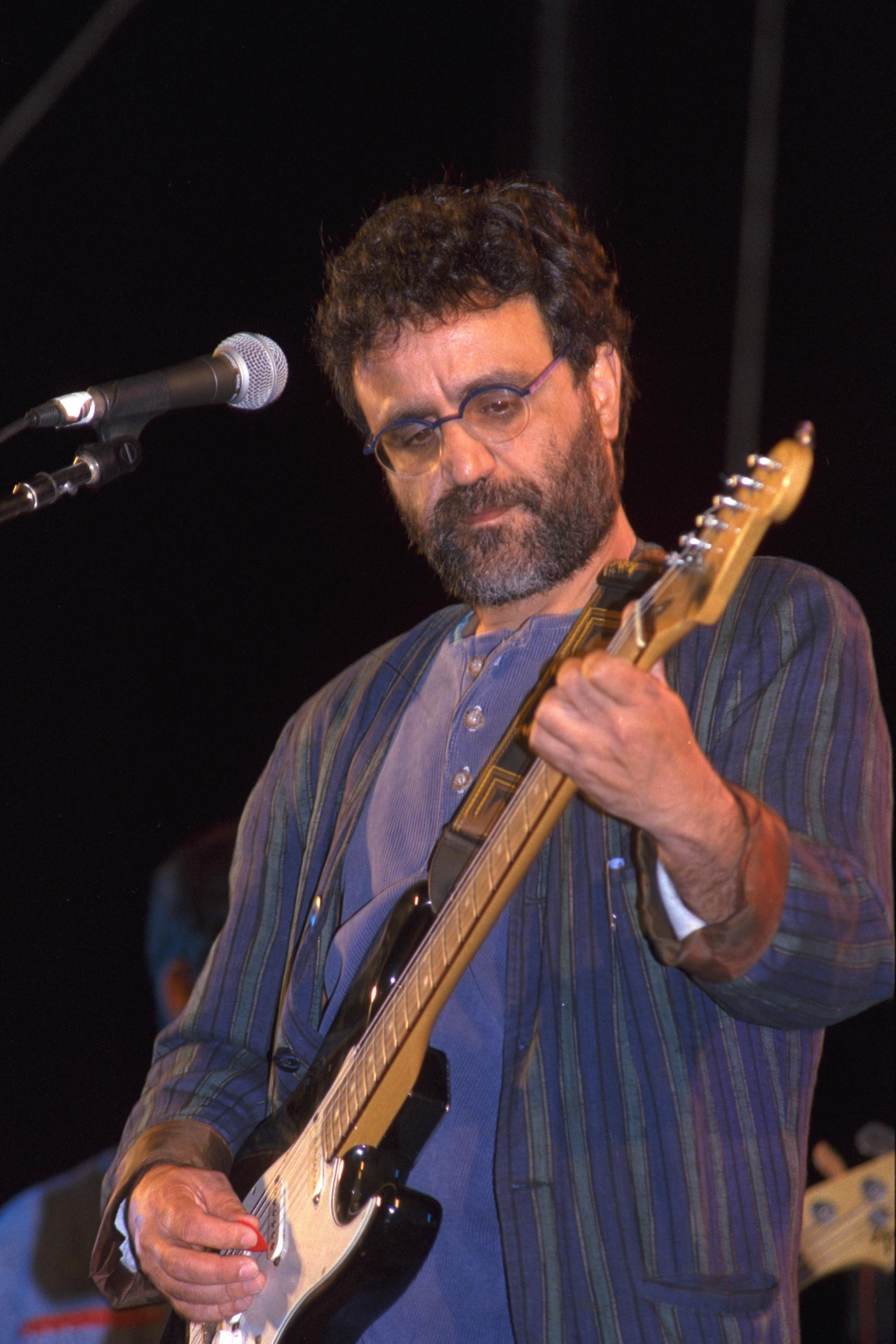
Ehud Banai, 1997

El seu segon àlbum, "Karov" ("Proper"), va set publicat l'any 1989, i va tenir les influències furioses d'infantesa primerenca en Jerusalem, viatjant dins Europa, Bob Dylan, el Banai família afganès/persa-fons jueu, a oració jueva i piyutim, entre d'altres. Ell també va publicar Sota l'Arbre de Gessamí, un àlbum de persans contes dits pel seu pare.
Durant els anys 1990, Banai publicana tres àlbums ' "El Terç" (1992), "De seguida" (1996), i "Tip-Tipa" ("Una Mica", 1998). "Ane' Li" (Respon-me) Va ser alliberat dins 2004. La cançó "Blues Knaani" va ser escrita a memòria de Meir Ariel, i Hayom ("Avui") va ser escrita per la seva dona.
Banai va cantar un duet amb David D'Or en el seu album Kmo HaRuach ("Com el Vent"), el qual va ser publicat l'any 2006.
Un àlbum viu triple, "Mamshich Linso'a" ("Encara viatjant") va ser publicat l'octubre 2006.
Banai escriu les lletres i compon la música per gairebé tots de les seves cançons pròpies. Banai, per la part més gran de la seva carrera musical, va observar tradicions jueves, i fins i tot retornava a observança religiosa jueva ortodoxa en el transcurs del primerencs 2000s. Banai habitualment escampa referències a la seva connexió a temes jueves a molts de les seves cançons.

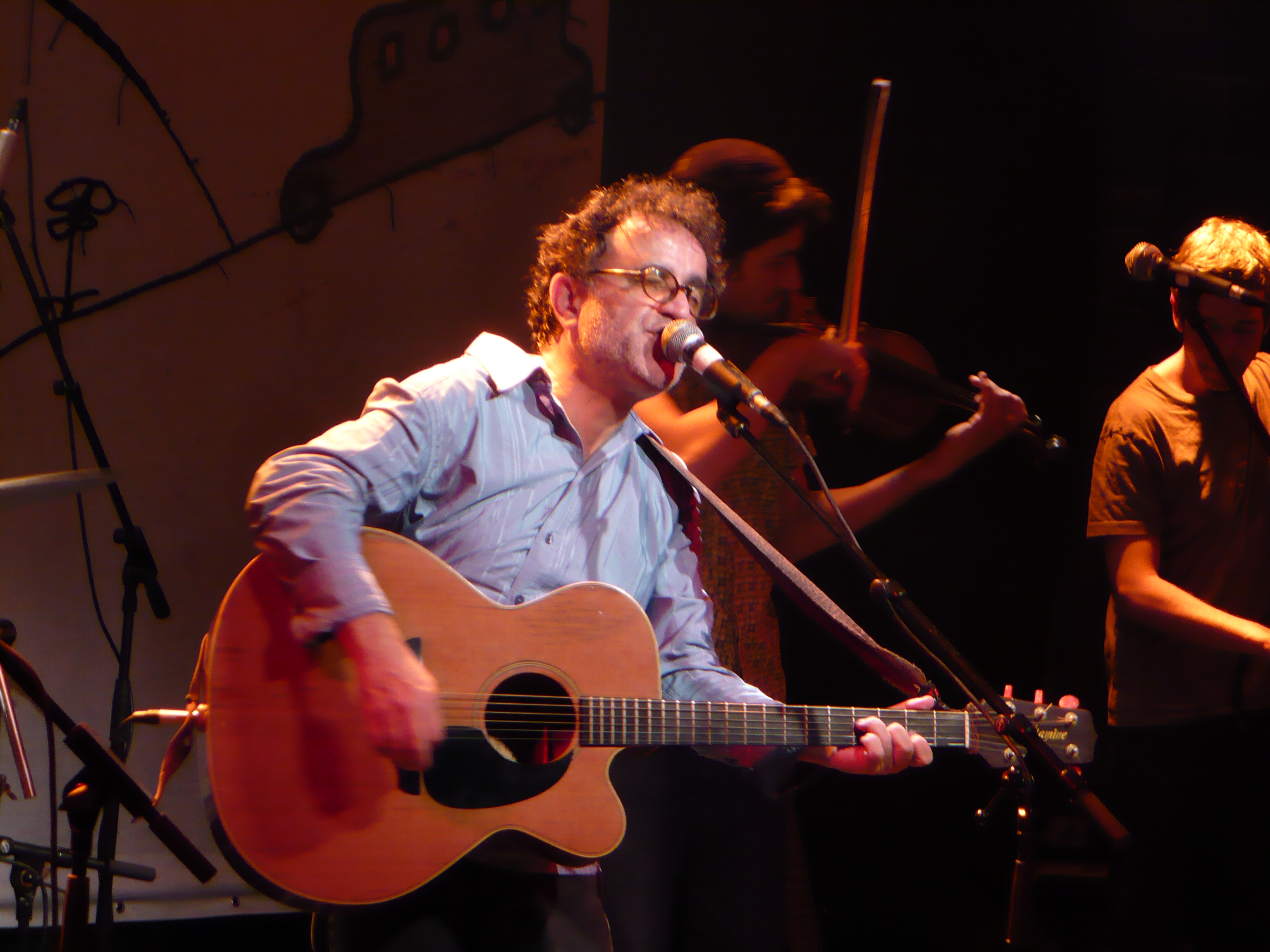
Ehud Banai actuant, 2008

L'any 2008, "En el Moviment", una pel·lícula documental dirigida per Avida Livny i produïda per Gidi Avivi, Yael Biron i Dror Nahum, sobre Banai i els Refugiats, va participar en la competència oficial del Festival de cinema de Jerusalem, en EPOS -l'art internacional & festival de cinema de cultura dins Israel i ha estat mostrada en cinemateques al voltant Israel. La pel·lícula mosra els anys primerencs de Banai en l'escena de música, a través de la lluita, passió musical, i amistat arrelada profundament va compartir amb membres de la seva primera banda, "Els Refugiats" – Yossi Elefant, Jean Jacques Goldeberg, Noam Halevi, i Gil Smetana.
El setembre de 2008 Banai va publicar Shir Chadash, un àlbum de cançons jueves tradicionals ("zemirot"), incloent diverses melodies van compondre per Shlomo Carlebach.
Banai àlbum Resisei Laila ("Gotes de la Nit") va ser publicat l'any 2011.